# Asamblea de la Isla Nieves
La Asamblea de la Isla Nieves (en inglés Nevis Island Assembly) es el cuerpo legislativo local de la Isla Nieves dentro de la Federación de San Cristóbal y Nieves.
La asamblea tiene ocho escaños. Cinco de ellos son elegidos directamente por medio de escrutinio mayoritario uninominal, con las cinco parroquias de Nieves como circunscripciones, representada cada una por un parlamentario. Tres son miembros designados por el Gobernador general de San Cristóbal y Nieves (dos por consejo del Premier y uno del líder de la Oposición). El período legislativo dura cinco años.
La Asamblea de la Isla Nieves se reúne en el segundo piso del Museo de Historia de Nevis en Charlestown.
Mark Brantley se ha desempeñado como Premier de Nieves desde las elecciones de 2017 después de liderar al partido Movimiento de los Ciudadanos Responsables (CCM) hacia la victoria. Fue reelegido en 2022. La oposición es ejercida por el Partido Reformista de Nieves, cuya líder actual es Janice Daniel-Hodge.

## Presidentes de la Asamblea
| Name                 | Final del manadato | Inicio del mandato | Referencia |
| -------------------- | ------------------ | ------------------ | ---------- |
| Spencer Byron        | 1983               | 1996               | [ 4 ]      |
| Marjorie Morton      | 1996               | 2011               | [ 5 ]      |
| Christine Springette | 2011               | 2013               | [ 6 ]      |
| Farrel Smithen       | 2013               | En el cargo        | [ 7 ]      |